# Bianco Capena
Il Bianco Capena è un vino DOC la cui produzione è consentita nella provincia di Roma.

## Caratteristiche organolettiche
- colore: paglierino più o meno intenso.
- odore: leggermente aromatico, fine, caratteristico.
- sapore: asciutto o leggermente abboccato, caratteristico e gradevole.

## Produzione
Provincia, stagione, volume in ettolitri
- Roma  (1990/91)  6453,0
- Roma  (1992/93)  3711,58
- Roma  (1993/94)  2085,89
- Roma  (1994/95)  1387,12
- Roma  (1995/96)  1084,37